# Larry Norman (musicista)
Larry David Norman (Corpus Christi, 8 aprile 1947 – Salem, 24 febbraio 2008) è stato un cantautore, musicista e produttore discografico statunitense.

## Biografia
Nato in Texas, la sua famiglia si unì alla Southern Baptist Convention dopo la sua nascita e poi fondò una Chiesa pentecostale a San Francisco dopo essersi trasferita lì nel 1950.
Nel 1959 Larry si è esibito nello show televisivo The Original Amateur Hour. Mentre era ancora al liceo, fondò un gruppo musicale chiamato The Back Country Seven, che includeva la sorella Nancy Jo. 
Nel 1966 aprì un concerto per la rock band People!, diventando in seguito il principale autore di canzoni di tale band e il cantante. Con questo gruppo ha eseguito circa 200 concerti all'anno; il loro singolo I Love You (cover dei The Zombies) ebbe un buon successo. Norman lasciò la band proprio quando la Capitol Records pubblicò il loro primo album, a metà del 1968. 
In seguito divenne autore di musical per la Capitol Records. Nel 1969 la Capitol pubblicò il suo primo album da solista, intitolato Upon This Rock, prodotto da Hal Yoergler e considerato "il primo album rock cristiano in piena regola". Norman venne denunciato da vari evangelisti televisivi e la Capitol abbandonò qualsiasi progetto con l'artista, che negli anni '70 si esibì in vari festival di musica cristiana. Nel 1970 fondò un'etichetta discografica, la One Way Records, con cui ha pubblicato due suoi album successivi, ovvero Street Level (1970) e Bootleg (1972).
Nel 1971 si è sposato con Pamela Fay Ahlquist, da cui si è separato nel 1978 e ha divorziato nel 1980. Qualche anno dopo si è sposato con Sarah Mae Finch, da cui ha avuto un figlio e da cui ha divorziato nel 1995.
A partire dal 1972 lavorò a Londra, dove ha registrato tra l'altro gli album Only Visiting This Planet (1972) e So Long Ago the Garden (1973).
Nel 1974 fondò l'etichetta discografica Solid Rock Records, per poi produrre dischi per artisti cristiani come Mark Heard e Tom Howard. In seguitò associò questa etichetta alla ABC Records per la distribuzione. 
In Another Land (Solid Rock), album del 1976, divenne il più venduto della sua carriera. Nel 1977 registrò Something New under the Son, un album poi uscito nel 1981.
Nel 1978 rimase ferito durante l'atterraggio di un aereo all'aeroporto internazionale di Los Angeles. Alla fine del 1980 si trasferì nuovamente in Inghilterra e fondò la Phydeaux Records, una società progettata per la vendita di rarità. Tornò negli Stati Uniti nel 1985 e nel 1986 registrò l'album Home at Last, che venne pubblicato solo nel 1989 per problemi legali. 
Nel 1991 pubblica Stranded in Babylon, album registrato con il fratello Charles Normal. I due hanno lavorato insieme anche nell'album Tourniquet (2001). Nel 1992 Norman ha subito un attacco cardiaco di nove ore che ha provocato danni cardiaci permanenti, portandolo a frequenti ricoveri negli anni successivi. 
Norman ha tenuto il suo ultimo concerto nell'agosto 2007 a New York e si è spento in Oregon nel febbraio 2008 all'età di 60 anni.

## Discografia parziale
- 1969 - Upon This Rock
- 1970 - Street Level
- 1971 - Bootleg
- 1972 - Only Visiting This Planet
- 1973 - So Long Ago the Garden
- 1976 - In Another Land
- 1977 - Streams of White Light Into Darkened Corners
- 1977 - Larry Norman
- 1981 - Something New under the Son
- 1983 - The Story of the Tune
- 1989 - Home at Last
- 1991 - Stranded in Babylon
- 1994 - A Moment in Time
- 1998 - Copper Wires
- 1998 - Breathe In, Breathe Out
- 2000 - The Cottage Tapes - Book One (con Randy Stonehill)
- 2001 - Tourniquet
- 2003 - Christmastime
- 2004 - The Cottage Tapes - Book Two (con Randy Stonehill)